# Färingtofta socken
Färingtofta socken i Skåne ingick i Norra Åsbo härad, ingår sedan 1974 i Klippans kommun och motsvarar från 2016 Färingtofta distrikt.
Socknens areal är 68,04 kvadratkilometer varav 66,25 land. År 2000 fanns här 459 invånare.  Kyrkbyn Färingtofta med sockenkyrkan Färingtofta kyrka ligger i socknen.

## Administrativ historik
Socknen har medeltida ursprung.
Vid kommunreformen 1862 övergick socknens ansvar för de kyrkliga frågorna till Färingtofta församling och för de borgerliga frågorna bildades Färingtofta landskommun. Landskommunen uppgick 1952 i Riseberga landskommun som uppgick 1974 i Klippans kommun. Församlingen uppgick 2010 i Riseberga-Färingtofta församling.
1 januari 2016 inrättades distriktet Färingtofta, med samma omfattning som församlingen hade 1999/2000.
Socknen har tillhört län, fögderier, tingslag och domsagor enligt vad som beskrivs i artikeln Norra Åsbo härad. De indelta soldaterna tillhörde Norra skånska infanteriregementet, Norra Åsbo kompani och Skånska husarregementet, Kollaberga skvadron, Livkompaniet.

## Geografi
Färingtofta socken ligger sydväst om Hässleholm med Rönneå i sydväst. Socknen är en småkuperad skogsbygd med inslag av odlingsbygd.

## Fornlämningar
Från järnåldern finns resta stenar.

## Namnet
Namnet skrevs 1406 Färingatofta och kommer från kyrkbyn. Efterleden är toft, 'tomt'. Förleden är troligen färing, 'invånare i Färs härad'..